# Kościół św. Marii Magdaleny w Sztokholmie
Kościół św. Marii Magdaleny w Sztokholmie (szw. S:ta Maria Magdalena kyrka, Stockholm, zwana familiarnie przez mieszkańców Maria) – kościół parafialny szwedzkiego kościoła ewangelicko-luterańskiego, należący do parafii św. Marii Magdaleny, położony w sztokholmskiej dzielnicy Södermalm u zbiegu ulic Hornsgatan i Bellmansgatan. 
Kościół otrzymał wezwanie św. Marii Magdaleny.
Kościół ma status zabytku sakralnego według rozdz. 4 Kulturminneslagen (pol. Prawo o pamiątkach kultury) ponieważ został wzniesiony do końca 1939 (3 §).

## Historia

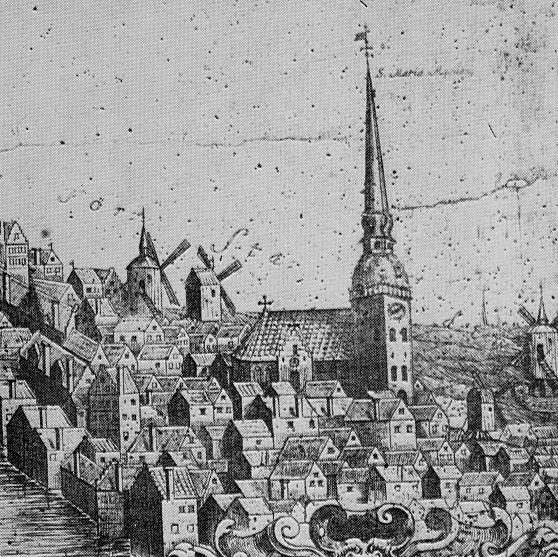
Kościół św. Marii Magdaleny na miedziorycie Johana Sasse z ok. 1650.

Wznoszenie obecnego kościoła rozpoczęto w 1588 na miejscu, na którym przedtem stała kaplica św. Marii Magdaleny, rozebrana częściowo w 1527 na rozkaz króla Gustawa I Wazy. Budowa kościoła została ukończona w 1625. W 1680 zbudowano wieżę zwieńczoną spiczastym hełmem.
Kościół św. Marii Magdaleny, najstarszy obiekt sakralny w Södermalm, został zaprojektowany przez Nicodemusa Tessina Starszego, który też nadzorował budowę świątyni wspólnie z synem. Nicodemus Tessin Starszy studiował architekturę w Europie południowej, stąd jego projekt przypomina raczej kościół jezuicki niż świątynię protestancką. Wrażenie to pogłębia ciepły, żółty kolor, w jakim pomalowano jego mury.
Po ogromnym pożarze 19 lipca 1759, w którym spłonęło ok. 300 innych budynków, kościół został odrestaurowany w latach 1760–1763 przez architekta Carla Johana Cronstedta otrzymując swój dzisiejszy wygląd. Cronstedt zaprojektował również wnętrze kościoła, utrzymane w stylu rokokowym. 
W 1825 została ukończona odbudowa wieży kościoła w stylu neoklasycystycznym, usytuowanej z prawej strony jego fasady. Do jej budowy wykorzystano materiał pozostały z częściowo rozebranej kaplicy św. Marii Magdaleny.
Do nazwy kościoła nawiązuje też niewielka uliczka w formie schodów, Maria Trappgränd, leżąca po drugiej stronie Hornsgatan i prowadząca w dół, do Söder Mälarstrand.

## Architektura

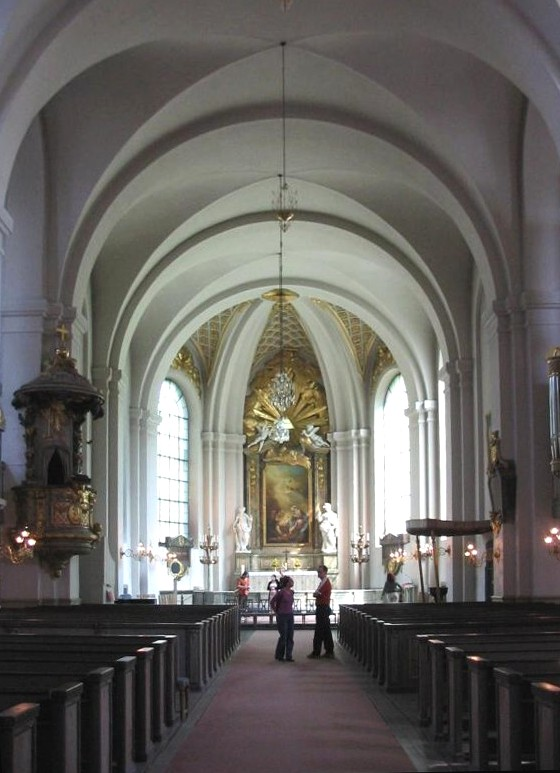
Wnętrze kościoła

Kościół nawiązuje do stylu architektonicznego zapoczątkowanego wraz ze wzniesieniem kościoła św. Klary – ma jedną dużą nawę, wysoki transept i pięciobocznie zamknięte prezbiterium. Nawa jest przekryta sklepieniem kryształowym.
Ambona została zaprojektowana przez Cronstedta przed 1763. Najbardziej imponującym elementem wyposażenia są jednak organy, których prospekt zaprojektował w 1774 Carl Fredrik Adelcrantz. Na uwagę zasługuje też obraz w ołtarzu głównym, pędzla Louisa Masrelieza z 1800.

## Cmentarz przykościelny
Na przykościelnym cmentarzu leżą pochowani znaczący szwedzcy poeci i bardowie, jak: Evert Taube wraz z żoną Astri, Erik Johan Stagnelius, Johan Runius, Carl August Nicander i Lasse Lucidor.